# Sawalejewo (rejon karmaskaliński)
Sawalejewo (ros. Савалеево) – wieś (dieriewnia) w Rosji, w Baszkortostanie, w rejonie karmaskalińskim. W 2010 liczyła 1013 mieszkańców.